# Villaco (Gemeinde)
Villaco (auch: Villaco de Esgueva) ist ein Ort und eine Gemeinde mit nur noch 75 Einwohnern (Stand: 2024) im Osten der Provinz Valladolid in der Region Kastilien-León in Spanien. 

## Lage
Villaco liegt in der Iberischen Meseta am Río Esgueva gut 38 Kilometer (Fahrtstrecke) ostnordöstlich vom Stadtzentrum von Valladolid in einer Höhe von ca. 795 m. Das Klima im Winter ist kalt, im Sommer dagegen warm bis heiß; der spärliche Regen (ca. 539 mm/Jahr) fällt übers Jahr verteilt.

## Bevölkerungsentwicklung
| Jahr      | 1970 | 1981 | 1991 | 2001 | 2011 | 2021 |
| --------- | ---- | ---- | ---- | ---- | ---- | ---- |
| Einwohner | 255  | 197  | 173  | 125  | 106  | 75   |

## Sehenswürdigkeiten
- Sebastianuskirche (Iglesia de San Sebastián)

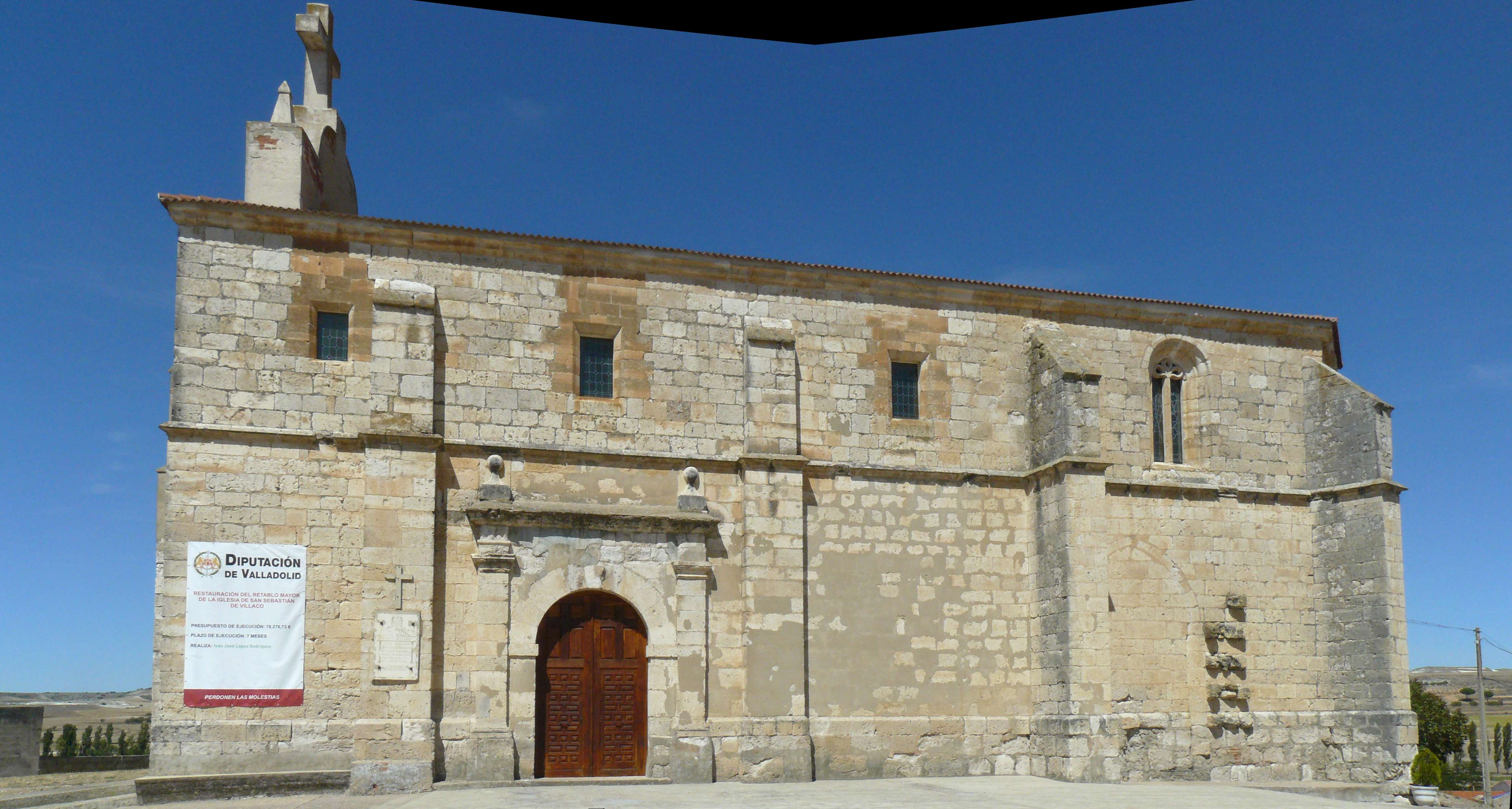
Sebastianuskirche